# Thurniaceae
Thurniaceae Engl., 1907 è una famiglia di piante angiosperme dell'ordine Poales.

## Tassonomia
La famiglia comprende i seguenti generi:
- Prionium E.Mey. (1 specie)
- Thurnia Hook.f. (3 spp.)